# Günter Zöller
Günter Zöller (Chemnitz, 21 de maio de 1948) é um ex-patinador artístico alemão, que competiu no individual masculino representando a Alemanha Oriental. Ele conquistou uma medalha de bronze em campeonatos mundiais, uma medalha de bronze em campeonatos europeus e foi cinco vezes campeão do campeonato nacional alemão oriental. Zöller disputou os Jogos Olímpicos de Inverno de 1968 terminando na décima primeira posição.

## Principais resultados
| Resultados                                                            | Resultados       | Resultados       | Resultados       | Resultados      | Resultados      | Resultados      | Resultados      | Resultados        | Resultados    | Resultados    | Resultados    | Resultados    | Resultados    | Resultados    |
| Internacional                                                         | Internacional    | Internacional    | Internacional    | Internacional   | Internacional   | Internacional   | Internacional   | Internacional     | Internacional | Internacional | Internacional | Internacional | Internacional | Internacional |
| Evento/Temporada                                                      | 1962– 1963       | 1963– 1964       | 1964– 1965       | 1965– 1966      | 1966– 1967      | 1967– 1968      | 1968– 1969      | 1969– 1970        |               | 1971– 1972    |               |               |               |               |
| --------------------------------------------------------------------- | ---------------- | ---------------- | ---------------- | --------------- | --------------- | --------------- | --------------- | ----------------- | ------------- | ------------- | ------------- | ------------- | ------------- | ------------- |
| Jogos Olímpicos                                                       |                  |                  |                  |                 |                 | 11.º            |                 |                   |               |               |               |               |               |               |
| Campeonato Mundial                                                    |                  |                  | 18.º             |                 | 11.º            | 11.º            | 7.º             | Medalha de bronze |               |               |               |               |               |               |
| Campeonato Europeu                                                    | 19.º             |                  | 12.º             |                 | 7.º             | 8.º             | 4.º             | Medalha de bronze | WD            |               |               |               |               |               |
| Blue Swords                                                           |                  |                  |                  | Medalha de ouro | Medalha de ouro | Medalha de ouro | Medalha de ouro | Medalha de ouro   |               |               |               |               |               |               |
| Prague Skate                                                          |                  |                  | Medalha de prata |                 |                 |                 |                 |                   |               |               |               |               |               |               |
| Nacional                                                              |                  |                  |                  |                 |                 |                 |                 |                   |               |               |               |               |               |               |
| Campeonato Alemão Oriental                                            | Medalha de prata | Medalha de prata | Medalha de ouro  |                 | Medalha de ouro | Medalha de ouro | Medalha de ouro | Medalha de ouro   |               |               |               |               |               |               |
|                                                                       |                  |                  |                  |                 |                 |                 |                 |                   |               |               |               |               |               |               |
| Legenda: WD = Abandonou; Competição não foi disputada nesta temporada |                  |                  |                  |                 |                 |                 |                 |                   |               |               |               |               |               |               |